# Ramon Martí Padró
Ramon Martí Padró (Reus 16 de gener de 1846 - Barcelona 4 de juny de 1904) va ser un enginyer militar.
Fill d'Antoni Martí Badia, boter de Reus i de Timotea o Francesca Padró Moragas, també de Reus, als 18 anys, el 1864, va ingressar a l'Acadèmia del Cos d'Enginyers de l'Exèrcit. Es va especialitzar en la construcció i reconstrucció de ponts, activitat en la que va destacar. L'any 1867 és alferes, i el 1870, tinent. Va prendre part activa a la Tercera Guerra Carlina amb el grau de capità durant els anys 1873 i 1874, on va realitzar obres de fortificació de diversos ponts. Va ascendir a comandant i l'any 1876 va ser enviat a les Illes Filipines, on va destacar com a enginyer i figurava en els quadres d'honor de les companyies d'enginyers. El 1879 va caure greument malalt i va haver de tornar a la Península. Va estar vuit mesos malalt, i sempre en va quedar ressentit. L'any 1884 es va casar amb Filomena Carabia Vial, de Tarragona, i va estar destinat amb diversos càrrecs al cos d'enginyers a Reus, Tarragona, Tortosa i Lleida. L'any 1901 va ser ascendit a coronel i destinat com a comanant d'enginyers a les illes Balears. Amb aquesta graduació va morir a Barcelona l'any 1904.
Va rebre diverses condecoracions. Tenia la Creu i Placa de sant Hermenegild, les Creus de primera i segona classe del Mèrit Militar, la Creu d'Alfons XII i altres.